# Allungamento di compenso
L'allungamento di compenso è un fenomeno tipico del greco antico. Si verifica tutte le volte che la semplificazione di un gruppo consonantico cacofonico determina l'allungamento di una vocale che lo precede. La vocale spesso si trasforma in un dittongo grafico, che nella pronuncia era probabilmente soggetto a monottongazione già nel VI-V secolo a.C.:
ᾰ diventa ᾱ (se puro) oppure η (se impuro) 

ε diventa ει 

ῐ diventa ῑ 

ῠ diventa ῡ 

ο diventa ου
Inoltre:
- -ενς diventa -εις
- -ονς diventa -ους
- -ονσα diventa -ουσα

Nel dialetto attico e nel dialetto ionico, gli allungamenti di compenso dànno spessissimo luogo ad oscillazioni grafiche e di pronuncia. Nel dialetto poetico di Omero, che ha come base lo ionico, compaiono, per analogia, allungamenti di compenso non giustificati da caduta di consonante, ma solo da convenzione metrica (es. ὑπείρ, invece di ὑπέρ).